# Associazione Calcio Pavia 1966-1967
Questa voce raccoglie le informazioni riguardanti l'Associazione Calcio Pavia nelle competizioni ufficiali della stagione 1966-1967

## Stagione
Nella stagione 1966-1967 il Pavia disputa il girone A del campionato di Serie D, con 48 punti vince il torneo e risale in Serie C, secondo l'Asti con 47 punti, nessuna squadra è retrocessa per la ristrutturazione dei quadri.
Dalla rinascita del 1960 in Prima Categoria il Pavia è ritornato ai vecchi colori azzurri, nella stagione 1966-67 finalmente la grande annata è arrivata, dopo aver scalato tutte le categorie dilettantistiche la squadra pavese ottiene la promozione in Serie C che gli manca da un decennio. Il Pavia è ora allenato da Felice Arienti, vi è stato il fondamentale innesto di Pinuccio Regali, il ragazzo di Belgioioso che appare destinato a più elevati tornei per la sua limpida visione di gioco, oltre al ritorno di Stefano Bernini dopo tanto girovagare sui campi della penisola. Nelle prime tredici giornate ottiene sette vittorie e sei pareggi, il primo stop a capodanno a Sanremo, il presidente Geom. Ettore Fasani decide di sostituire Felice Arienti con Pietro Magni. A contrastare la marcia dei pavesi c'è solo l'Asti che al termine del girone di andata divide il primato con gli azzurri. Il duello con la squadra piemontese dura sino al termine del torneo, il Pavia con una difesa di ferro e l'Asti con un attacco micidiale. Si decide tutto nell'ultima di campionato il 28 maggio, con i ragazzi di Magni che ospitano e battono l'Ivrea coronando uno splendido campionato, che li riporta in Serie C.

## Rosa
| N. |                   | Ruolo | Calciatore           |
| -- | ----------------- | ----- | -------------------- |
|    | Italia (bandiera) | D     | Giuseppe Acquali     |
|    | Italia (bandiera) | C     | Giorgio Avanzi       |
|    | Italia (bandiera) | P     | Giancarlo Battistini |
|    | Italia (bandiera) | C     | Stefano Bernini      |
|    | Italia (bandiera) | C     | Franco Brumana       |
|    | Italia (bandiera) | A     | Emilio Dabusti       |
|    | Italia (bandiera) | D     | Giuseppe Ghisoni     |
|    | Italia (bandiera) | C     | Giannelli            |

| N. |                   | Ruolo | Calciatore           |
| -- | ----------------- | ----- | -------------------- |
|    | Italia (bandiera) | C     | S. Mazzola           |
|    | Italia (bandiera) | C     | Lanfranco Migliaccio |
|    | Italia (bandiera) | P     | Pierantonio Ravazzi  |
|    | Italia (bandiera) | C     | Giuseppe Regali      |
|    | Italia (bandiera) | A     | C. Sacchi            |
|    | Italia (bandiera) | D     | Vincenzo Sangalli    |
|    | Italia (bandiera) | D     | Ernesto Villa        |
|    | Italia (bandiera) | A     | Aristide Zucchinali  |

## Risultati

### Girone di andata
| Arbitro: | Casarin (Milano) |

|             |           |           |
| Brumana 22’ | Marcatori | 90’ Unere |

| Arbitro: | Ciacci (Firenze) |

|  |           |                  |
|  | Marcatori | 73’, 90’ Dabusti |

| Pavia 9 ottobre 1966 3ª giornata | Pavia              | 0 – 0 | Gruppo C Genova | Stadio Comunale\| Arbitro: \| Di Franco (Torino) \| |
| Arbitro:                         | Di Franco (Torino) |       |                 |                                                     |

| Cuneo 16 ottobre 1966 4ª giornata | Cuneo            | 0 – 0 | Pavia | Stadio Fratelli Paschiero\| Arbitro: \| Levrero (Genova) \| |
| Arbitro:                          | Levrero (Genova) |       |       |                                                             |

| Arbitro: | Gallego (Treviso) |

|                        |           |  |
| Sacchi 29’ Dabusti 74’ | Marcatori |  |

| Arbitro: | Beretta (Milano) |

|             |           |                            |
| Bottani 28’ | Marcatori | 44’ Zucchinali 89’ Dabusti |

| Arbitro: | Di Gioia (Torino) |

|                                            |           |             |
| Avanzi 30’ Acquali 75’ Zucchinali 77’, 80’ | Marcatori | 10’ Vignolo |

| Arbitro: | Clerico (Chiavari) |

|               |           |            |
| Sabbadini 77’ | Marcatori | 4’ Bernini |

| Arbitro: | Lenardon (Siena) |

|                             |           |  |
| Regali 29’, 56’ Dabusti 81’ | Marcatori |  |

| Arbitro: | Bellandi (Lucca) |

|                        |           |                     |
| Deasti 51’ Zanelli 77’ | Marcatori | 27’, 48’ Zucchinali |

| Arbitro: | Nardis (Roma) |

|                               |           |                    |
| Migliaccio 12’ Zucchinali 16’ | Marcatori | 89’ (aut.) Ghisoni |

| Sarzana 11 dicembre 1966 12ª giornata | Sarzanese           | 0 – 0 | Pavia | Stadio Miro Luperi\| Arbitro: \| Tabanelli (Ravenna) \| |
| Arbitro:                              | Tabanelli (Ravenna) |       |       |                                                         |

| Arbitro: | Manetti (Firenze) |

|                        |           |  |
| Acquali 32’ Regali 73’ | Marcatori |  |

| Arbitro: | Longi (Livorno) |

|                     |           |  |
| Cesarini 60’ (rig.) | Marcatori |  |

| Vercelli 8 gennaio 1967 15ª giornata | Pro Vercelli         | 0 – 0 | Pavia | Stadio Leonida Robbiano\| Arbitro: \| Bertoldini (Venezia) \| |
| Arbitro:                             | Bertoldini (Venezia) |       |       |                                                               |

| Arbitro: | Andreatta (Trento) |

|                            |           |  |
| Zucchinali 34’ Dabusti 77’ | Marcatori |  |

| Arbitro: | Crista (Livorno) |

|  |           |            |
|  | Marcatori | 40’ Sacchi |

### Girone di ritorno
| Asti 29 gennaio 1967 18ª giornata | Asti             | 0 – 0 | Pavia | Stadio Comunale\| Arbitro: \| Casarin (Mestre) \| |
| Arbitro:                          | Casarin (Mestre) |       |       |                                                   |

| Arbitro: | Baroncini (Bologna) |

|             |           |  |
| Brumana 43’ | Marcatori |  |

| Genova 12 febbraio 1967 20ª giornata | Gruppo C Genova | 0 – 0 | Pavia | Campo Pio XII°\| Arbitro: \| Prati (Parma) \| |
| Arbitro:                             | Prati (Parma)   |       |       |                                               |

| Arbitro: | Volari (Monfalcone) |

|                                        |           |  |
| Zucchinali 17’ Acquali 21’ Dabusti 89’ | Marcatori |  |

| Arbitro: | Chiapponi (Livorno) |

|                      |           |  |
| Bosca 77’ Pioppo 90’ | Marcatori |  |

| Arbitro: | Monteverde (Macerata) |

|                           |           |  |
| Zucchinali 70’ Regali 84’ | Marcatori |  |

| Arbitro: | Gallego (Treviso) |

|             |           |  |
| Bulfoni 64’ | Marcatori |  |

| Arbitro: | Crista (Livorno) |

|             |           |  |
| Acquali 60’ | Marcatori |  |

| Arbitro: | Frasso (Capua) |

|             |           |                |
| Savioni 62’ | Marcatori | 53’ Zucchinali |

| Arbitro: | Vannucchi (Bologna) |

|              |           |  |
| Sangalli 59’ | Marcatori |  |

| Arbitro: | Casarin (Mestre) |

|                     |           |  |
| Del Pietro 44’, 54’ | Marcatori |  |

| Pavia 16 aprile 1967 29ª giornata | Pavia             | 0 – 0 | Sarzanese | Stadio Comunale\| Arbitro: \| Andreoli (Padova) \| |
| Arbitro:                          | Andreoli (Padova) |       |           |                                                    |

| Arbitro: | Ciacci (Firenze) |

|  |           |                |
|  | Marcatori | 15’ Zucchinali |

| Arbitro: | Boccia (Bari) |

|             |           |  |
| Bernini 22’ | Marcatori |  |

| Arbitro: | Manetti (Firenze) |

|                    |           |  |
| Bernini 15’ (rig.) | Marcatori |  |

| Arbitro: | Nardis (Roma) |

|               |           |            |
| Chittolina 2’ | Marcatori | 35’ Regali |

| Arbitro: | Bellandi (Lucca) |

|                         |           |  |
| Bernini 36’ Dabusti 70’ | Marcatori |  |